# (74086) 1998 OE12
1998 أو إي 12 (ويعرف أيضًا باسم (74086) 1998 أو إي 12 وفق تسمية الكوكب الصغير) (بالإنجليزية: 1998 OE12)‏ هو كويكب ضمن حزام الكويكبات؛ وترتيبه 74086 من حيث الاكتشاف.
اكتُشف هذا الجُرم الفلكي بواسطة جون بروفتون في 28 يوليو 1998.

## وصلات خارجية
- (74086) 1998 OE12 في قاعدة بيانات مختبر الدفع النفاث لأجرام النظام الشمسي الصغيرة

- الاكتشاف · مخطط المدار ·  العناصر المدارية · المعلمات المادية

- (74086) 1998 OE12 على موقع ويكي سكاي: DSS2, SDSS, GALEX, IRAS, Hydrogen α, X-Ray, Astrophoto, Sky Map, Articles and images